# Yiwen leiju
Das Yìwén lèijù (chinesisch 藝文類聚 bzw. 艺文类聚, „Nach Sachgruppen geordnete Sammlung von literarischen Texten“) ist eine chinesische Enzyklopädie, die auf Befehl des ersten Tang-Kaisers Gaozu (高组) von dem Kalligraphen Oūyáng Xún (歐陽詢 bzw. 欧阳询) (557–641) et al. zusammengestellt wurde, sie erschien 624. Weitere Mitarbeiter an dem Projekt waren Linghu Defen (令狐德棻) und Chen Shuda (陳叔達 bzw. 陈叔达).
Nach einer Zählung aus dem Jahr 1923 von Forschern der Peking-Universität dienten ihr 1321 alte Bücher als Grundlage. Es ist eine aus Auszügen aus anderen Werken zusammengestellte, nach 48 Sachgruppen in Hauptkategorien (bu) und vielen Unterkategorien (lei) geordnete Enzyklopädie (leishu). Sie umfasst 100 Hefte (juan). In ihr ist wichtiges Textmaterial zur alten chinesischen Kulturgeschichte enthalten, von dem vieles bereits in der Zeit der Song-Dynastie verloren war. Deshalb ist es auch eine häufig zitierte Fundgrube der chinesischen Textkritik.

## Hauptkategorien (Auswahl)
Einige wichtige Sachgruppen sind nach Teng und Biggerstaff:
- Himmelserscheinungen
- Geographie
- Kaiser
- menschliches Verhalten
- Regierung
- Riten
- Musik
- Recht
- Beamtenwesen
- Adelsränge
- Militär
- Hauswesen
- Eigentum
- Kleidung
- Werkzeuge
- Essen
- Utensilien
- Kunsthandwerk
- Schach
- Daoismus
- Buddhismus
- Geister
- Medizin
- Naturgeschichte

## Beispiel: Speisen und Nahrungsmittel
Anhand eines Beispiels – nämlich dem der Sachgruppe der Speisen und Nahrungsmittel (Shiwu bu 食物部) in Kapitel (juan) 72 – sei kurz skizziert, was die Enzyklopädie zu einer ihrer Hauptkategorien bietet. Es enthält eine große Menge an Materialien zur Geschichte der chinesischen Ess- und Trinkkultur der frühen Tang-Zeit und der Zeit davor. Es ist in folgende einzelne Unterkategorien (lei) untergliedert:
- Speisen (shí 食)
- Gebäck/Teigfladen/usw. (bǐng 饼)
- Fleisch (ròu 肉)
- Dörrfleisch/usw. (fǔ 脯)
- jiang (jiàng 酱)
- Essig (cù 酢)
- Butter/Rahm (làosū 酪苏)
- Reis/Getreide (mǐ 米)
- alkoholische Getränke (jiǔ 酒)

## Verwandte Themengebiete zum vorgenannten Beispiel
Da das Klassifikationssystem der Sachgruppen im Allgemeinen nicht gänzlich zufriedenstellend ist, müsste ein an diesem Themenfeld interessierter Nutzer neben dieser speziellen Hauptkategorie deshalb auch noch weitere themenverwandte Kapitel (juan) zu dem von uns hier herausgegriffenen Teilaspekt der chinesischen Kultur heranziehen, dies wären zum Beispiel:
- Kap. 73: Verschiedene Gerätschaften (Za qiwu bu 杂器物部)
- Kap. 81 und 82: Heilpflanzen, Aromamittel, Kräuter (Yaoxiangcao bu 药香草部)
- Kap. 86 und 87: Früchte (Guo bu 果部)
- Kap. 90 bis 92: Vögel (Niao bu鸟部)
- Kap. 93 bis 95: Tiere (Landbewohner, Vierfüßer, Wild usw.) (Shou bu 兽部)
- Kap. 96 und 97: Fische, Reptilien und Mollusken (Lin jia bu 鳞介部)

## Ausgaben
Im chinesischen Verlag Zhonghua shuju (中华书局) ist 1959 eine fotografische Reproduktion einer Song-Ausgabe erschienen, im Verlag Shanghai guji chubanshe (上海古籍出版社) 1965 eine modernen Maßstäben genügende Ausgabe.